# 闇の覚醒 (ナオミ・ノヴィクの小説)
『闇の覚醒』（The Last Graduate）は、ウェールズ人とインド人の間に生まれ、伝説の魔法学校スコロマンスで破壊的な能力をコントロールしながら卒業まで生き延びなければならない魔法使いのガラドリエル・”エル”・ヒギンズの姿を描いたアメリカの作家ナオミ・ノヴィクによる2021年のファンタジー小説。同書は2021年9月28日にデル・レイから「死のエデュケーション」三部作の二作目として出版され、日本では井上里の翻訳で静山社から2022年10月6日に出版された。シリーズ一作目の『闇の魔法学校』は米国で2020年9月29日に、日本では同じく井上訳で2021年8月10日に出版されている。
一般向けに書かれたにもかかわらず、『闇の覚醒』は世界SF大会が前年の最も優れたヤングアダルト向けサイエンスフィクション・ファンタジー書籍に送る2022年ロードスター賞を受賞した。

## あらすじ
『闇の魔法学校』の出来事の後、エルと友人たちは最終学年に入った。生徒たちは新入生からバンコクの魔法自治領が、当時その地にいた全員とともに謎の消滅をしたことを知り、頭を悩ませる。誰が責任を持つわけでもないが、魔法使いのコミュニティーは厳戒態勢をとり、魔法自治領の間で戦争が勃発している可能性がある。
一方、エルは、自分に懲罰的に難しい授業が割り当てられ、奇妙なことに8人の新入生と同じホームルームに入れられたことを知り、密かに激怒する。エルは新入生たちとの最初の日に教室で怪物に襲われます。驚いたことに、エルは後輩たちを見捨てる気はなく、卒業のために貯めていたマナで怪物を殺害する。その後の数週間にわたって、エルと8人の新入生は執拗に怪物の攻撃の標的となり、エルはこれを撃退する。
エルはマナの供給が減少していることに気づき、しかたなくニューヨーク魔法自治領の少女クロエ・ラスムッセンにに助けを求める。エルは、クロエがニューヨークの著名な魔法使いの息子であるオリオンとエルのおぼろげな関係から、ニューヨーカーたちの共有マナへのアクセスを許してくれると確信している。クロエはそれに応じるが、アアディヤとリューとともに同盟に加わるように求めてエルを驚かせる。クロエはそれが本当に卒業式を乗り切る助けになると信じている。学期末が近づくにつれてエルはクロエだけではなく他の同盟のメンバーとも親しくなり、お互いを助けるために協力し合うようになる。その一方で、エルとオリオンは互いに惹かれ合うようになる。オリオンはエルをニューヨーク魔法自治領の自分たちと合流するように招待するが、エルは自分の計画があるのでそれを断る。
現代の魔法自治領は建設するだけではなく、既存の魔法自治領から呪文を購入するためにも大量のマナを必要とする。しかしながら、エルは3年生のときに、ずっと昔に失われたと信じられていた『黄金石の経典』として知られる魔法書を偶然見つけいた。経典には魔法使いが十分に強力であれば、たった1人の魔法使いがほんの僅かなマナで小さいながらも安全な空間を構築するための手順が記載されている。エルは世界中を旅して黄金石の魔法自治領を作るつもりで、オリオンは卒業式を生き延びることができたらエルと一緒に旅することに同意する。
通常、最終学年の後半には4年生は学校が体育館で毎週作り変える一連の障害物コースで卒業式の準備をする。しかし、今年の体育館のコースは急速に難度があがり、破壊的な呪文を備えたエルと、怪物を殺してマナを吸い取れるオリオンだけがそれを乗り越えることができる。エルは、「自分の」新入生を見捨てることができないのと同じ用に、同学年のメンバーを死なせるわけにいかないことを認識する。しかしながら、エルとオリオンの力だけでは十分ではなく、4年生全員が協力しなければならない。エルの同級生たちは最終的にエルの理念に魅了され、全員が一緒に練習し始める。
この計画に確信を持ったエルは、同じホームルームの8人の新入生の一人であるスダラーと偶然出会う。スダラーは自分自身が卒業まで生き残れるとは信じておらず、二度と外の世界を見ることなく死ぬものと覚悟している。同級生全員を無事に卒業させたとしても、現在の下級生や、その後の世代の生徒全員が依然として危険にさらされ、死に続けるとこを理解する。学校自体を罵り始めると、自習室の壁のメンテナンス用ハッチがぱかっと開く。卒業ホールまではしごを下り、駆除装置の修理が効果的で、それが損傷していないことを発見する。その時、エルはスコロマンスが一年中自分を誘導していたことに気づく。自分以外の人々、つまり最初に友人たち、次に同級生、そして学校の全員を思いやり、彼らを救うことを学ぶことになっていた。スコロマンスは世界中の魔法使いの子供たち隠し、守るために作られた。現在のシステムは、エルとオリオンが独自の力を持って入学するまでは不十分ながらも最善を尽くしていた。
生徒たちは、毎年駆除装置を修理するのは不可能なので別の計画が必要だと判断する。リューは、魔法使いがより多くの＜霊喰らい＞を排除してスコロマンスを安全にするよりも、一撃で怪物たちを壊滅させて外の世界の状況を改善するために「怪物たちを学校に送り込む」ことを提案する。卒業式の日、生徒たちは一斉にホールに入る。エルと友人たちは、生徒たちが家に帰るために開いたポータルから怪物たちが学校になだれ込むように強力な誘引呪文を唱える。一方、オリオンと他の生徒たちは、卒業の列に並んでいる生徒たちを守っている。スコロマンスが怪物たちでいっぱいになり、他の生徒たちが全員去ったあとで強烈な破壊の呪文を唱えて学校と現実の結びつきを切ってポータルから飛び出すことになっていた。しかしながら、エルとオリオンの二人だけが残ったときに、二人は巨大な＜目玉さらい＞に襲われ、撃退することができない。オリオンはエルに愛していると告げ、ポータルから彼女を押し出す。

## 評価
Polygon のターシャ・ロビンソンはこの本について「彼女の小説はどれも説得力があり没入的で、既存の歴史や民間伝承を驚くほど新しい方法で再考している。「死のエデュケーション」シリーズは、サタンが最後に退学した卒業生の魂を主張する魔法学校についての東ヨーロッパの2つの伝説から部分的にインスピレーションを得ている」と書いている。
本書は、概ね肯定的なレビューを受けた。Grimdark Magazine のエリザベス・タブラーは「衝撃的で素晴らし」く、「もっと読みたい」と絶賛した。Culturess のレイシー・ボウガーは本作を「現時点で最高のファンタジー・シリーズの一つ」と呼んだ。
一方、カーカス・レビュー誌は、『闇の覚醒』では前作で何が起こったのかを詳しく説明しておらず、語り手（主人公のガラドリエル）の自己紹介もないため、前作の内容を忘れている一部の読者は当惑する可能性があると指摘した。